# 721. lovski polk (Wehrmacht)
Za druge 721. polke glej 721. polk.
721. lovski polk (izvirno nemško Jäger-Regiment 721) je bil lovski polk v sestavi redne nemške kopenske vojske med drugo svetovno vojno.

## Zgodovina
Polk je bil ustanovljen 1. aprila 1943 z reorganizacijo 721. grenadirskega polka in dodeljen 114. lovski diviziji.